# Zoo Singapur
Koordinaten: 1° 24′ 14″ N, 103° 47′ 39″ O
Der Zoo Singapur (englisch: Singapore Zoo), der früher als Zoologischer Garten von Singapur (englisch: Singapore Zoological Gardens) oder Mandai Zoo bekannt war, erstreckt sich über 28 Hektar am Rande des Upper Seletar Reservoirs im stark bewaldeten Planungsgebiet Central Water Catchment im Norden von Singapur. Der Zoo wurde mit einem Zuschuss der Regierung von Singapur in Höhe von 9 Millionen Dollar gebaut und am 27. Juni 1973 eröffnet. Er wird von Wildlife Reserves Singapore betrieben, die auch den Jurong Bird Park, Night Safari, River Safari, Rainforest Lumina, Rainforest Park und Mandai Bird Park verwalten. Der Zoo beherbergt rund 2400 Tiere aus mehr als 300 Tierarten, von denen mehr als ein Drittel als bedrohte Arten gelten. Der Zoo zieht jedes Jahr knapp 2 Millionen Besucher an.
Von Anfang an folgte der Zoo von Singapur dem modernen Trend, Tiere in naturgetreuen, „offenen“ Ausstellungen mit versteckten Barrieren, Gräben und Glas zwischen den Tieren und den Besuchern zu zeigen. Er beherbergt die größte in Gefangenschaft lebende Orang-Utan-Kolonie der Welt.

## Geschichte

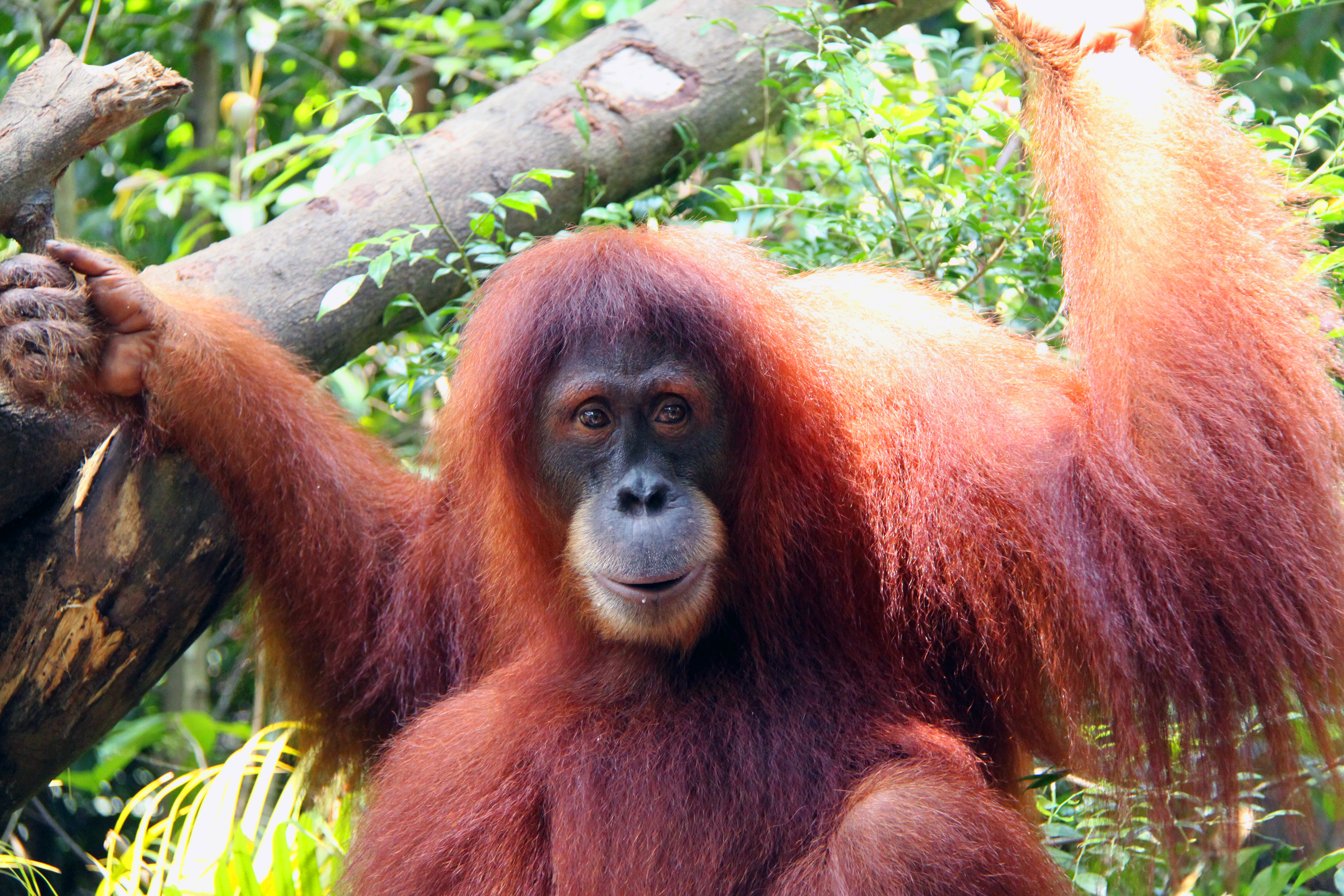
Sumatra-Orang-Utan im Zoo

Vor der Gründung des Singapore Zoo gab es andere kurzlebige Zoos in der Geschichte Singapurs, darunter der erste überlieferte Zoo, der in den frühen 1870er Jahren im heutigen Botanischen Garten von Singapur gegründet wurde, ein Zoo, der in den 1920er Jahren in Ponggol (dem heutigen Punggol) eröffnet wurde, und zwei Zoos, die in den 1960er Jahren von zwei Brüdern betrieben wurden. Das Konzept des Singapore Zoo stammt aus dem Jahr 1969. Damals beschloss das Public Utilities Board (PUB), einen Teil seines Landbesitzes in der Nähe von Stauseen für Parks und offene Erholungseinrichtungen zu nutzen. Der Vorstandsvorsitzende der PUB stellte Land für den Bau eines zoologischen Gartens zur Verfügung.
Im Jahr 1970 wurden Berater und Mitarbeiter eingestellt, und 1971 wurde mit dem Bau der ersten 50 Gehege begonnen. Am 27. Juni 1973 öffnete der Zoo zum ersten Mal seine Pforten mit einer Sammlung von 270 Tieren aus über 72 Arten und mit 130 Mitarbeitern. Ab den 1980er Jahren lebten in dem Zoo zunehmend auch seltene Tierarten. Bis 1990 lebten 1.600 Tiere aus mehr als 160 Arten in sozialen Gruppen, die in 65 landschaftlich gestalteten Ausstellungsbereichen untergebracht waren, deren Grenzen so natürlich wie möglich aussehen sollten.
Am 1. August 2000 wurden der Singapore Zoological Gardens, der Jurong Bird Park und die Night Safari unter dem Dach der Temasek Holdings zu Wildlife Reserves Singapore zusammengefasst. Der Zoo wurde einer Umstrukturierung unterzogen, um seine Effizienz und sein Markenimage zu verbessern, wozu auch die Zusammenlegung gemeinsamer Dienste und die Ausweitung der Beratungsdienste im Ausland gehörten. Die Night Safari, die ursprünglich zum Zoo gehörte, wurde zu einer separaten Markeneinheit. 2005 wurde der Name Singapore Zoological Gardens zu Singapore Zoo vereinfacht. Ein Gesundheits- und Forschungszentrum für Wildtiere wurde im März 2006 als Teil der Bemühungen des Zoos um den Schutz von Wildtieren eröffnet.

## Vorfälle
Am 13. November 2008 töteten zwei weiße Bengalische Tiger einen Mitarbeiter einer Reinigungsfirma, nachdem dieser in den Graben gefallen war, der ihr Gehege umgibt.

## Verkehr
Bis zur Eröffnung der Thomson-East Coast Line im Jahr 2021 wird der Singapore Zoo von keiner MRT-Linie oder der nächsten MRT-Linie bedient. Der einzige Weg dorthin ist die Buslinie 138 von Ang Mo Kio, 926 von Woodlands und 927 von Choa Chu Kang. Es gibt auch Shuttle-Bus-Dienste, den Mandai-Khatib Shuttle, der von der MRT-Station Khatib zum Zoo fährt, sowie den Mandai Express von Bedok, Sengkang und Tampines, sowie Safari Gate-Shuttlebusse, von Bukit Panjang zum Singapore Zoo (vormals von Orchard and City Hall/Marina Centre, verkürzt seit 30. August 2020).